# Pasažérka
Pasažérka (v ruském originále Пассажирка, polsky Pasażerka) je první opera sovětského skladatele polského původu Moiseje Samuiloviče Vajnberga (též polsky Mieczysław Weinberg), která vznikla v roce 1968 na libreto Alexandra Medvěděva podle rozhlasové hry Pasažérka z kabiny číslo 45 Zofie Posmysz. Děj opery se střídavě odehrává na zaoceánském parníku směřujícím koncem 50. let 20. století do Brazílie a v koncentračním táboře Osvětim. Opera má dvě dějství, osm obrazů a epilog.

## Inscenační historie
Původně plánovaná premiéra v roce 1968 v moskevském Velkém divadle se neuskutečnila. Koncertní premiéra se tak odehrála až 25. prosince 2006 v Hudebním divadle v Moskvě. První scénické provedení se uskutečnilo v rakouském Bregenzu 19. července 2010 v režii Davida Pountney. Představení z 31. července bylo natočeno a vydáno na DVD a Blu-ray. Stejnou inscenaci představila ve Varšavě Polská národní opera v roce 2010. Velké Británii se premiéra této opery uskutečnila v Anglické národní opeře 19. září 2011 a dne 15. října ji vysílaná živě v BBC Radio. V roce 2013 byla Pasažérka poprvé uvedena v Německu v Badisches Staatstheater v Karlsruhe. Její americká premiéra se pak uskutečnila 18. ledna 2014 v Houston Grand Opera. Opera byla produkována také v opeře v Chicagu a Frankfurtu nad Mohanem. V obou případech to bylo na začátku roku 2015. V roce 2016 ji produkovala Florida Grand Opera a v roce 2019 Izraelská opera. Novou produkci připravuje v roce 2020 madridské divadlo Teatro Real. Na české půdě zatím opera uvedena nebyla.

## Děj opery
Walter a jeho manželka Lisa jsou na cestě do Jižní Ameriky, kde Walter pracuje jako diplomat. Lisa, bývalá dozorkyně v koncentračním táboře v Osvětimi, o jejíž minulosti nemá Walter ani ponětí, zpozoruje na lodi ženu, která ji připomíná jednu vězeňkyni z koncentračního tábora, o které se přitom domnívala, že je mrtvá. Obává se prozrazení a proto svému manželovi přiznává svou minulost. Necítí však žádnou vinu za své činy, s vězni údajně zacházela dobře a na procesu výběru lidí do plynové komory se podílela jen jednou a to na příkaz svého velitele.
V průběhu dalšího děje opery se přesouváme v čase zpět do koncentračního táboru v Osvětimi. Lisa spolu se svým nadřízeným hovoří o nutnosti vybrat si mezi vězni někoho, kdo by uměl usměrnit ostatní a přitom dělá to, co dozorci chtějí. Lisa si za pomocnici vybere Martu. Ta při jedné příležitosti zachrání život ruské dívce Katje, u níž Kapo objeví malý papír, na němž je napsaná poznámka, která by Katju mohla stát život. Marta však Lise namluví, že jde o neškodnou milostnou poezii. V koncentračním táboře má Marta možnost se setkat se svým snoubencem Tadeuszem. Lisa ji to chce umožnit, aby s ní pak mohla lépe manipulovat. Tadeusz si je však toho vědom, a proto nabídku setkání s Martou odmítne. Následně Marta slaví své dvacáté narozeniny a hovoří s dalšími ženami, které sní o tom, co budou dělat až se po válce vrátí domů, i když je zřejmé, že většina se domů nikdy nevrátí. Přichází dozorce a odříkává čísla žen, které budou dnes usmrceny v plynové komoře. Marta chce jít s nimi, ale Lisa ji v tom brání se sarkastickou poznámkou, že její čas přijde brzy, takže není čas spěchat.
Ve čtvrté scéně druhého jednání se děj opery opět vrací na palubu lodi, na níž cestuje Walter s Lisou. Ta si stále není jistá, zda ona záhadná žena je ve skutečnosti právě vzpomínaná Marta. Steward, kterého podplatili, jim řekne, že jde o Britku. Ale nyní se vrátil, aby doplnil svou informaci, že dotyčná má sice britský pas, ale nemluví anglicky. Zřejmě jde o Polku, protože čte polskou knihu. Ve snaze uklidnit svou ženu nabízí Walter Lise, že budou onu záhadnou ženu konfrontovat. Oba odcházejí do salónu, kde Lisa začne tančit kapitánem. Záhadná žena najednou žádá kapelníka, aby zahrál valčík. Výběr hudebního žánru Lisu přesvědčuje, že dotyčná je Marta. Neznámá žena se pomalu pohybuje směrem k Lise, přichází blíž a blíž...
Při následné scéně se opět vracíme do koncentračního tábora, kde je vše připraveno na koncert: Esesáci a dozorci sedí na židlích v přední části místnosti. Tadeusz předstupuje před esesáka, aby mu zahrál jeho oblíbený valčík. ale místo toho hraje Bachovu skladbu Chaconne, což má vyjádřit jeho vzdor vyjádřený hudbou proti násilí. Přesvědčuje tak esesáka, že ani pod trestem smrti nemůže nutit lidi, aby mu hráli jeho oblíbenou píseň. Tím si však podepsal svůj ortel. Esesák mu rozbije housle a on sám je odvlečen na popravu.
V následném epilogu se na scéně objevuje Marta. Sedí na kameni, který vyčnívá z vody. Všude je ticho a ona je pohroužena do svých vzpomínek, ve kterých k ní přichází Katja a další židovské dívky zahynuvší v Osvětimi. Nakonec přichází i její Tadeuzs. Mrtví nikdy nesmějí být zapomenuti a živí nikdy nemohou odpustit.

## Osoby
Marta, Polka (soprán); Lisa, Němka (Mezzosoprán); Tadeusz, Polák (baryton); Katja, Ruska (soprán); Kristina, Polka (mezzosoprán); Vlasta, Češka (mezzosoprán), Hannah, židovka kontraalt); Yvette, Francouzka (soprán); Stará žena, Němka (soprán); Bronka, Polka (kontraalt); Walter, Lisin manžel (tenor); První SS-man (bas); druhý SS-man (bas); třetí SS-man (tenor); Další cestující (bas); Dozorce (mluvená role) Kápo (mluvená role); Stevard (mluvená role)